# Fiskhustjärnen, Hälsingland
Fiskhustjärnen är en sjö i Ljusdals kommun i Hälsingland och ingår i Ljusnans huvudavrinningsområde.